# تبدیل افزایشی فوتون

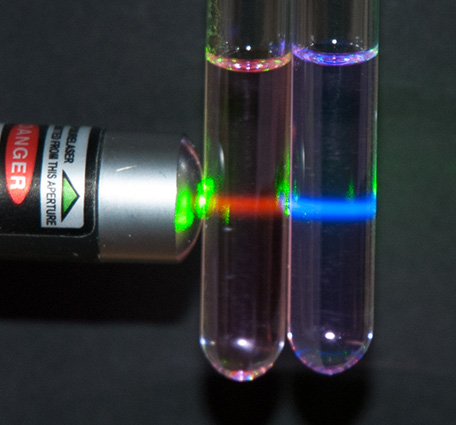
بالادگرگونی فوتونی

بالادگرگونی فوتون پدیده‌ای است که در اثر آن نوری با انرژی بیشتر (طول موج کوتاه‌تر) از نور ورودی جذب شده توسط یک ماده تولید می‌شود. بر اثر این پدیده، آن ماده دو یا تعداد بیشتری از فوتون‌های نور ورودی را جذب کرده و در عوض یک فوتون پر انرژی با طول موج کوتاه‌تر منتشر می‌کند.
محققان جدیداً نشان داده‌اند که نانوذرات نیمه رسانا قابلیت بالادرگونی فوتونی دارند.